# 600-річчя Грюнвальдської битви (срібна монета)
«600-рі́ччя Грю́нвальдської би́тви» — срібна ювілейна монета номіналом 20 гривень, випущена Національним банком України. Присвячена одній із найбільших у середньовічній Європі битв — Грюнвальдській, яка відбулася в липні 1410 року між лицарями-хрестоносцями Тевтонського ордену та об'єднаними військами Королівства Польського і Великого князівства Литовського, у складі яких серед інших були і військові загони з українських земель.
Монету введено до обігу 14 липня 2010 року. Вона належить до серії «Інші монети».

## Опис та характеристики монети
| Номінал грн. | Метал            | Маса, грам   | Діаметр, мм. | Якість виготовлення | Гурт                           | Тираж, штук |
| ------------ | ---------------- | ------------ | ------------ | ------------------- | ------------------------------ | ----------- |
| 20           | срібло 925 проби | 62,2 / 67,25 | 50           | пруф                | гладкий із заглибленим написом | 5 000       |

### Аверс
На аверсі монети розміщено: напис півколом «НАЦІОНАЛЬНИЙ БАНК УКРАЇНИ», угорі — малий Державний Герб України, під яким номінал — «20»/«ГРИВЕНЬ»; на тлі зображеного по колу лаврового вінка — композиція з трьох рук в обладунках, покладених на меч, що символізує лицарське побратимство, клятву воїнів на зброї перед битвою, праворуч рік карбування монети — «2010».

### Реверс

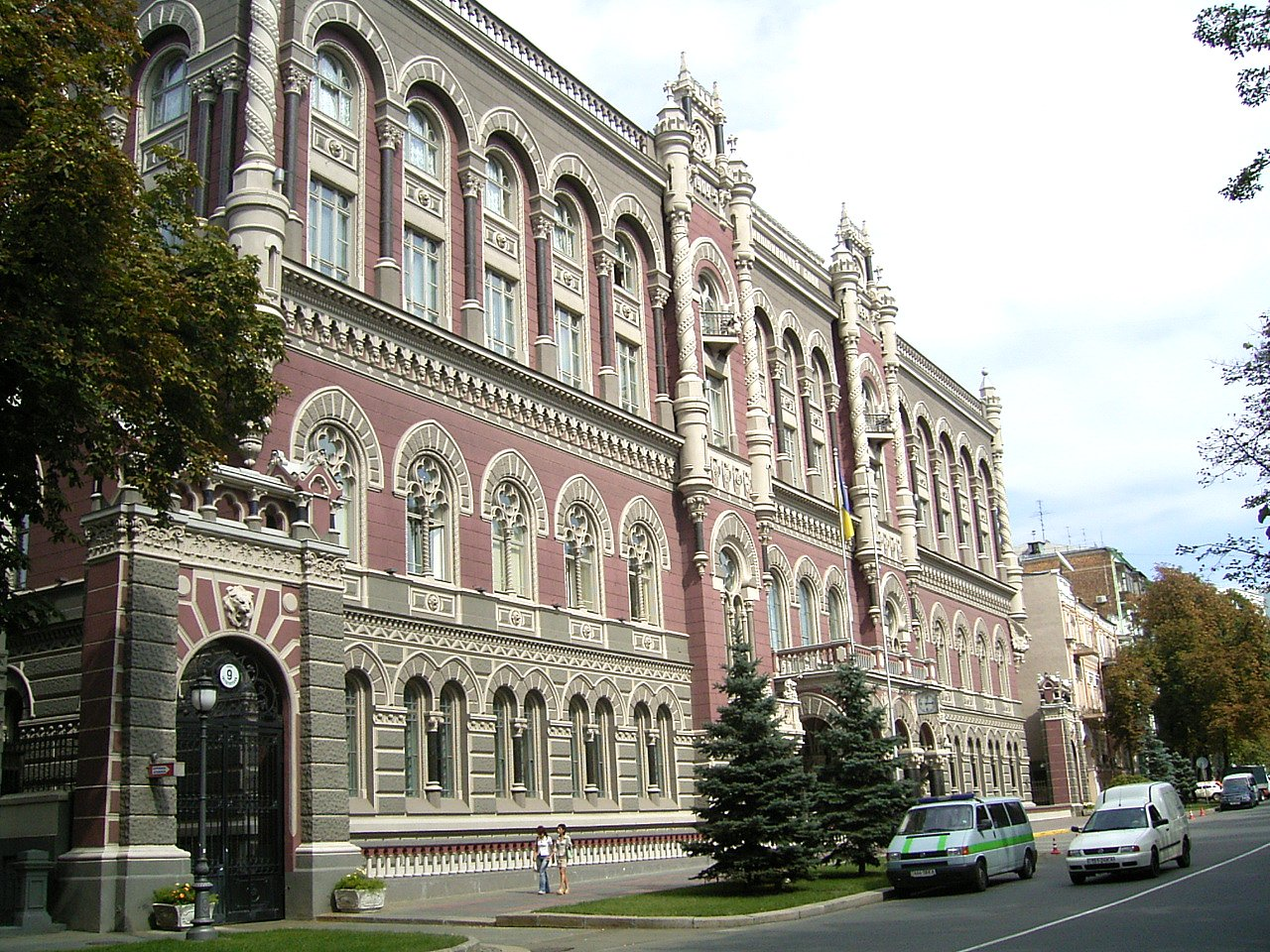
Будівля Національного банку України

На реверсі монети розташована композиція (по діагоналі) — на рельєфних площинах (угорі та внизу) зображено воїнів, які наступають; на дзеркальному тлі написи — «ГРЮНВАЛЬДСЬКА» (угорі ліворуч) «БИТВА» (унизу праворуч), «600 РОКІВ» (посередині).

## Автори
- Художники: Володимир Таран, Олександр Харук, Сергій Харук.
- Скульптори: Святослав Іваненко, Анатолій Дем'яненко.

## Вартість монети
Ціна монети — 1804 гривні, була вказана сайті Національного банку України 2018 року.
27.09.23 в інтернет-магазині НБУ 203 монети були продані по ціні 4 570 грн. за штуку.
Фактична приблизна вартість монети, з роками змінювалася так:
| Рік        | 2011 | 2012  | 2013  | 2014 | 2015  | 2016  | 2017  | 2018  | 2019  | 2020  | 2021  | 2022  | 2023  | 2024  | 2025  |
| ---------- | ---- | ----- | ----- | ---- | ----- | ----- | ----- | ----- | ----- | ----- | ----- | ----- | ----- | ----- | ----- |
| Ціна, грн. | 800  | 1 050 | 1 150 | 900  | 1 000 | 1 800 | 1 800 | 1 750 | 1 640 | 1 620 | 2 500 | 3 100 | 3 900 | 6 400 | 6 500 |